# Antiserum
Een antiserum is bloedserum, van een mens of dier dat eerst al dan niet opzettelijk sterk immuun gemaakt is tegen bepaalde vergiften of ziekteverwekkers. Het bevat dus veel specifieke antistoffen tegen dat gif of die ziekteverwekkers. 
Antisera worden veel gebruikt tegen slangenbeten en beten of steken van andere  dieren waarbij complexe vergiften in de wond en in de bloedbaan komen, vaak giftige eiwitten. Hiervoor wordt vaak paardenserum gebruikt. De antistoffen in het serum binden zich aan de giftige eiwitmoleculen in het bloed van  het slachtoffer en maken deze onschadelijk. Mits voldoende snel toegediend is het hierdoor vaak mogelijk zelfs normaal snel dodelijke beten van sommige slangen te overleven.
Een nadeel van antisera is dat er behalve de gewenste antistoffen ook veel andere eigen eiwitten van het dier dat als serumdonor dient in zitten die bij een toediening aan dezelfde patiënt bij een volgende gelegenheid tot een ernstige allergische reactie kunnen leiden. 
Indien enigszins haalbaar maakt men daarom liever gebruik van zuivere antistoffen, liefst synthetische bereide menselijke monoklonale antistoffen.
Voorbeelden: tetanus-immunoglobuline, Vipera berus antiserum
Voor een blijvende bescherming, zal er gevaccineerd worden; dan worden er geheugencellen aangemaakt die later bij een nieuw contact (met de ziekteverwekker of gifstof) in actie komen.